# Kirk Dixon

a Compétitions nationales et continentales officielles uniquement.

Kirk Dixon, né le 19 juillet 1984, est un joueur de rugby à XIII anglais évoluant au poste d'ailier ou de centre dans les années 2000 et 2010, ayant connu un intermède d'une année en rugby à XV aux Northampton Saints.
Formé au rugby à XV aux Hull Ionians, il décide pourtant de commencer sa carrière professionnelle en rugby à XIII à Hull FC en 2004. Rarement titulaire ses trois premières années, il décide de tenter sa chance en rugby à XV avec un court prêt aux Northampton Saints. Il ne joue aucun match avec les Saints et il revient rapidement en rugby à XIII en signant aux Castleford Tigers pour la saison 2008. Il devient à Castleford un titulaire indiscutable dès sa première saison au poste de centre puis à partir de 2009 au poste d'ailier, il inscrit 98 points en 2008, 170 points en 2009 puis 44 points en 2010, lors de cette dernière saison Joe Westerman transforme les essais à la place de Dixon.